# Åckensjön
Åckensjön är en sjö i Malung-Sälens kommun i Dalarna och ingår i Dalälvens huvudavrinningsområde. Sjön är 29 meter djup, har en yta på 0,679 kvadratkilometer och befinner sig 296,5 meter över havet. Sjön avvattnas av vattendraget Lömman. Vid provfiske har abborre, gädda, lake och mört fångats i sjön.

## Delavrinningsområde
Åckensjön ingår i det delavrinningsområde (671479-138942) som SMHI kallar för Utloppet av Åckensjön. Medelhöjden är 327 meter över havet och ytan är 3,46 kvadratkilometer. Räknas de 5 avrinningsområdena uppströms in blir den ackumulerade arean 37,16 kvadratkilometer. Lömman som avvattnar avrinningsområdet har biflödesordning 3, vilket innebär att vattnet flödar genom totalt 3 vattendrag innan det når havet efter 366 kilometer. Avrinningsområdet består mestadels av skog (54 procent) och sankmarker (21 procent). Avrinningsområdet har 0,69 kvadratkilometer vattenytor vilket ger det en sjöprocent på 19,8 procent.